# 東汗
東汗（ひがしふざかし）は、栃木県河内郡上三川町の大字。「汗」と書いて「ふざかし」と読む難読地名の由来は、いくつかの説があるものの、いずれも確証はない。そのうちの1つとして、満願寺薬師堂の薬師如来にまつわる伝説が残る。
住民基本台帳に基づく2021年12月1日現在の人口は444人、2015年10月1日現在の面積は1.955016978 km2である。郵便番号は329-0602。

## 地理
上三川町の北東部、鬼怒川の右岸（西岸）に位置し、鬼怒川をはさんで真岡市と向かい合う。真岡市との間は栃木県道193号雀宮真岡線の宮岡橋で結ばれている。東縁を鬼怒川、西縁を雀川用水（雀川）、中央部を谷川（やがわ、たにがわ）が、いずれも南に向かって流れる。地形的には、鬼怒川の氾濫原である。集落は東汗東自治会と東汗西自治会の2つに分かれ、谷川および栃木県道158号下岡本上三川線に沿って広がる。
北は上三川町上文挾、東は真岡市亀山・勝瓜、南は上三川町東蓼沼・西蓼沼、西は上三川町西汗と接する。

### 小・中学校の学区
町立小・中学校に通う場合、東汗全域が本郷小学校・本郷中学校の学区となる。本郷中学校は東汗の南西部にある。
明治時代には東汗に小学校が存在した。1873年（明治6年）、満願寺を仮校舎として培養学舎が創立し、東汗村のほか、上文挾・西汗・西木代の3村から87人の児童が通学した。1885年（明治18年）、東蓼沼小学校（現・本郷小学校）の東汗分教室となり、1888年（明治21年）に校舎が新築された。1892年（明治25年）に磯岡を学区に編入することで本郷北尋常小学校（現存する本郷北小学校とは別）として独立するも、1909年（明治42年）に再び本郷尋常高等小学校（旧・東蓼沼小）に統合され、北分教場となった。

## 歴史
小字は五丁免（ごちょうめん）で縄文時代から平安時代の集落跡と見られる五丁免遺跡、下川原で奈良時代から平安時代の集落跡と見られる川原欠遺跡（かわはらかけ いせき）が見つかっている。神護景雲元年（767年）または神護景雲2年（768年）に、満願寺が開山した。『戸祭求馬覚書』（戸祭文書）によれば、汗村は戸祭村とともに室町時代後期からの戸祭氏の所領であり、2村合わせて石高は67貫370文（後に403石）であったという。また、宇都宮氏ゆかりの豪族が拠ったとされる上城跡・汗城跡が小字 上町（かみちょう）にある。汗村は、中世の頃に東汗村と西汗村に分離した。
近世には下野国河内郡に属し、東汗村として宇都宮藩の配下にあった。村高は、『慶安郷帳』で1,036石余、『元禄郷帳』で1,042石余、『天保郷帳』と『旧高旧領取調帳』で1,043石余と時代を追うごとに少しずつ増えている。五十里洪水（享保8年=1723年）では田畑に砂礫が流入したが、大きな被害はなかった。天保14年（1843年）の徳川家慶の日光社参の折には、宇都宮宿の助郷を務めた。
1948年（昭和23年）5月1日、本郷中学校の起工式が挙行され、同年11月27日に落成した。1981年（昭和56年）4月、乗馬クラブ「上三川ホースパーク」が開業した。同時に不登校や自閉症の子供たちが寮生活をしながらウマとふれあい、精神的な自立を目指す「なみあし学園」を付設した。2011年（平成23年）の東日本大震災では、小字 上町で9.18 cmの地盤沈下が発生したことが、栃木県庁の調査で判明した。

### 沿革
- 1889年（明治22年）4月1日 - 町村制の施行により、栃木県河内郡本郷村大字東汗となる。
- 1955年（昭和30年）4月29日 -  本郷村が上三川町・明治村と合併し、栃木県河内郡上三川町大字東汗となる。

### 地名の由来
汗と書いて「ふざかし」と読むのは、古くから珍しく、難解な地名として認知されてきた。地名の由来は諸説あるが、いずれの説も確証はない。なお、当地発祥の汗（ふざかし）という名字（姓）がある。
元は1つの村であったが、中世の頃、東汗村と西汗村に分離した。
1. 鬼怒川を渡る廻船は藩札[注 4]が必要であったため[11]、当地の河岸（川の港）を「札貸し」（ふだかし）[11][12][22][28]ないし「札河岸」（ふだかし）と呼んだ[12]。これが訛って「フザカシ」になった[11][28]。
2. 上記の説に関連して、当地の河岸を「船座河岸」（ふざかし）と呼んだことにちなむ[12]。
3. 当地に伝わる満願寺の[10][22]薬師如来は、祈ると汗をかくので[15][11][22]、「汗かき薬師」と呼ばれ、崇拝されていた[11]。（「汗薬師の伝説」を参照。）当地は「フザカシ」という地名であったが、漢字がなく[12][15]、汗かき薬師にちなんで「汗」という字を宛てて、ふざかしと読ませることにした[11][12][15]。
4. 「ふざかし」という古語の形容詞があり、「汗をかいた」という意味であった[28]。
5. 塙静夫は、フ（接頭語）＋ザカ（逆）＋シ（石の「い」が欠落したもの）と解釈し、「川が逆巻く、侵食・崩壊地形」の意であると考えた[10]。「汗」と表記するのは、崩崖を意味する坍（つちへんに丹）が「あず」・「あす」と読むことにちなみ、音が似ている「汗」（あせ）の文字を充てたのだと説明した[10]。

### 人口の変遷
| 時期                        | 世帯数  | 人口     |
| --------------------------- | ------- | -------- |
| 天保年間（1831年 - 1845年） | 28戸    | 人口不明 |
| 1889年（明治24年）          | 84戸    | 505人    |
| 1983年（昭和58年）          | 141世帯 | 619人    |
| 1995年（平成5年）           | 122世帯 | 512人    |
| 2000年（平成12年）          | 132世帯 | 481人    |
| 2005年（平成17年）          | 129世帯 | 480人    |
| 2010年（平成22年）          | 131世帯 | 447人    |
| 2015年（平成27年）          | 125世帯 | 421人    |
| 2021年（令和3年）           | 166世帯 | 444人    |

## 産業

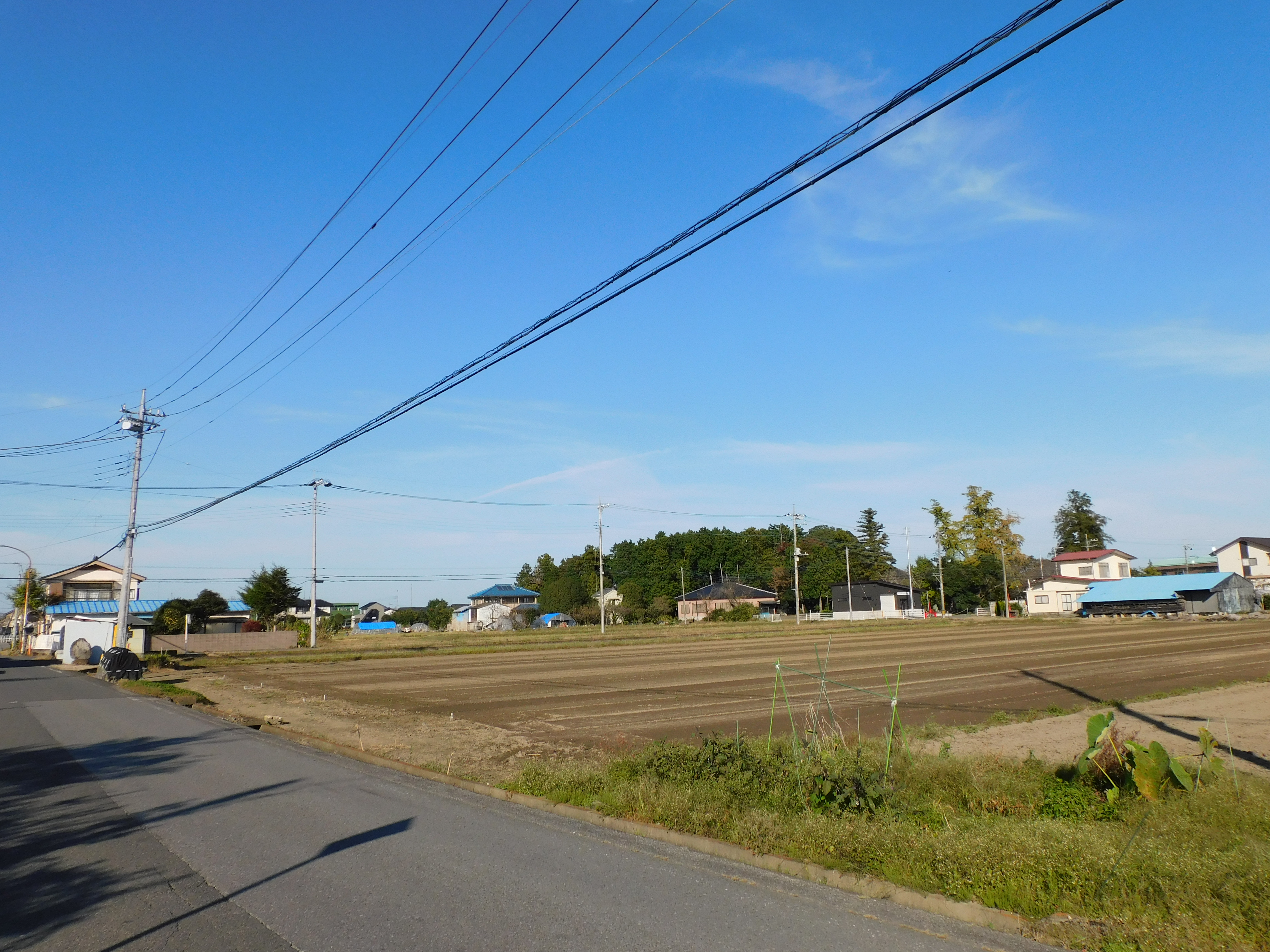
農地と東汗集落

2015年（平成27年）の国勢調査によると、東汗の15歳以上の就業者数は232人で、産業別では多い順に農業（58人・25.0%）、製造業（42人・18.1%）、卸売業・小売業（28人・12.1%）、建設業（20人・8.6%）、医療・福祉（15人・6.5%）となっている。
東汗は水田地帯にある純農村である。2015年（平成27年）の農林業センサスによると、農林業経営体数は43経営体（全経営体が家族経営）、農家数は58戸（うち販売農家は43戸）である。耕地面積は田が114 ha、畑が12 haである。販売金額第1位が稲作である農業経営体が26経営体と最も多く、第1位が施設野菜である経営体が13経営体でこれに続く。2021年（令和3年）作成の人・農地プランによると、東汗・上文挟・西木代地区の農地のうち、65歳以上が耕作する農地の割合は46.0%に達し、そのうちの98.7%に後継者がいない（未定または不明）。
2016年（平成28年）の経済センサスによると、全事業所数は16事業所、従業者数は51人である。具体的には多い順に、卸売業・小売業が7、建設業が4、生活関連サービス業・娯楽業が2、道路貨物運送業、飲食店、宗教が各1事業所となっている。全16事業所のうち12事業所が従業員4人以下の小規模事業所である。

## 汗薬師の伝説

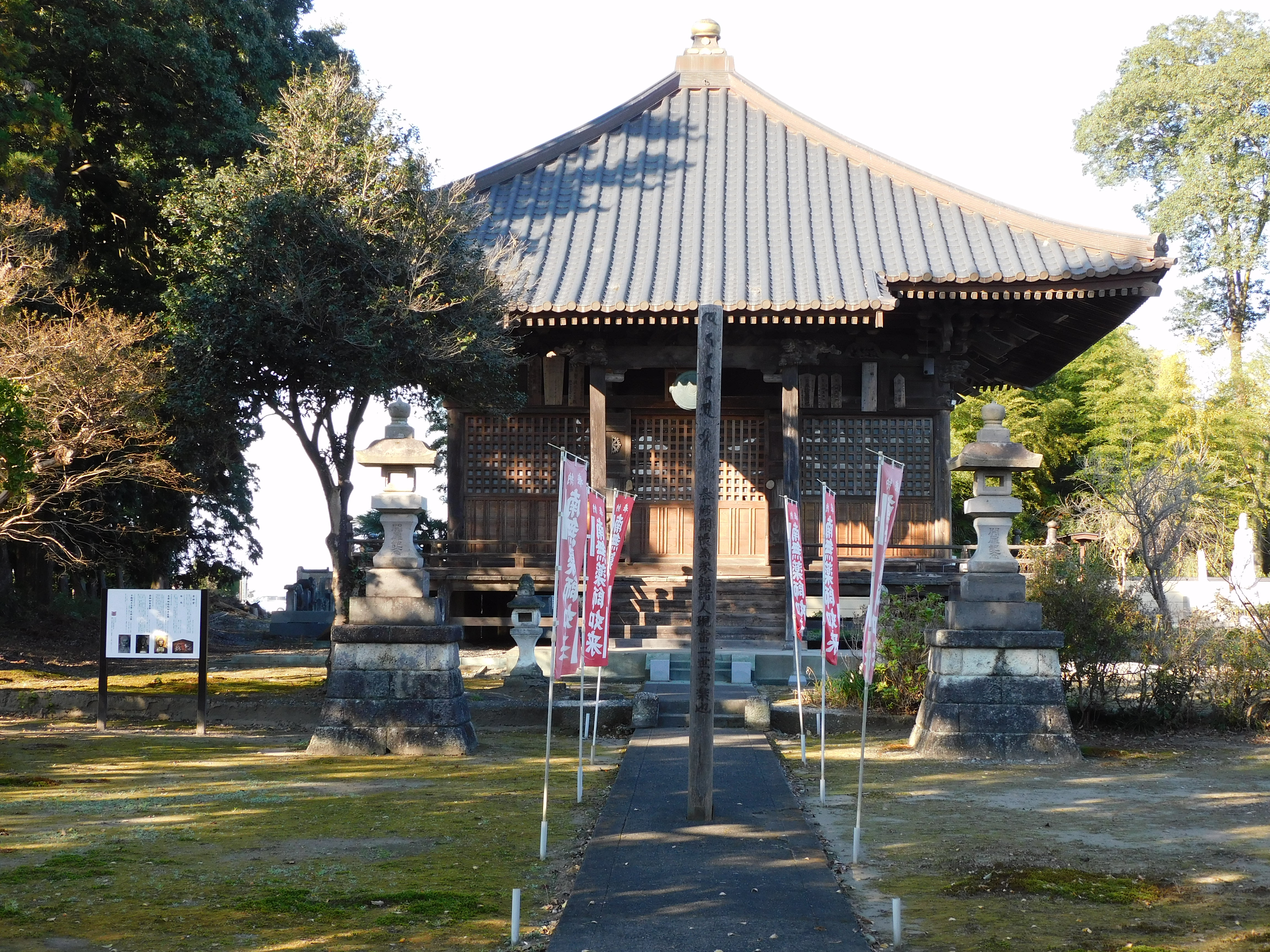
満願寺薬師堂

地名の由来になったという説のある満願寺の薬師如来坐像には、次のような伝説がある。
| 「 | 昔々、鬼怒川のほとりに老齢の父と娘が住んでいた。ある日のこと、周囲が止めるのも聞かずに、父は薬師堂境内の弁天沼で大きなコイを獲って食べてしまった。その夜、父は七転八倒して苦しみ、失明した。娘はこれを祟りだと思い、毎日父の手を引いて薬師様に助けを乞うた。 何のご利益もないまま満願の日を迎え、娘は薬師様の名号を唱えて就寝すると、家を光が照らし、「お前の信心と孝心を讃えて父の目を直してやろう。その代わりに弁天沼のほとりに家を建て、薬師様と弁天沼を守りなさい。」という声が聞こえた。夢から覚めた娘は驚いてすぐに弁天沼で身を清め、薬師様にお参りすると、薬師様は汗をいっぱいにかいて、娘を笑顔で見つめた。娘が家に帰ると、視力が戻った父が朝食の準備をしており、娘は昨晩の夢を父に話した。自らの業の深さを知った父は生涯をかけて薬師堂を守った。 この話を聞いた村人は、毎日薬師様へお参りに訪れ、「フザカシ」という地名に「汗」の字を宛てた。 | 」 |

仏像が汗をかくという伝説は日本各地にあり、気温の変化によって結露が生じたというのが、汗をかく像の真相である。薬師如来坐像は現存するが、秘仏とされ、通常は公開していない。2014年（平成26年）に新たな住職が着任した際には、58年ぶりに開帳された。

## 交通

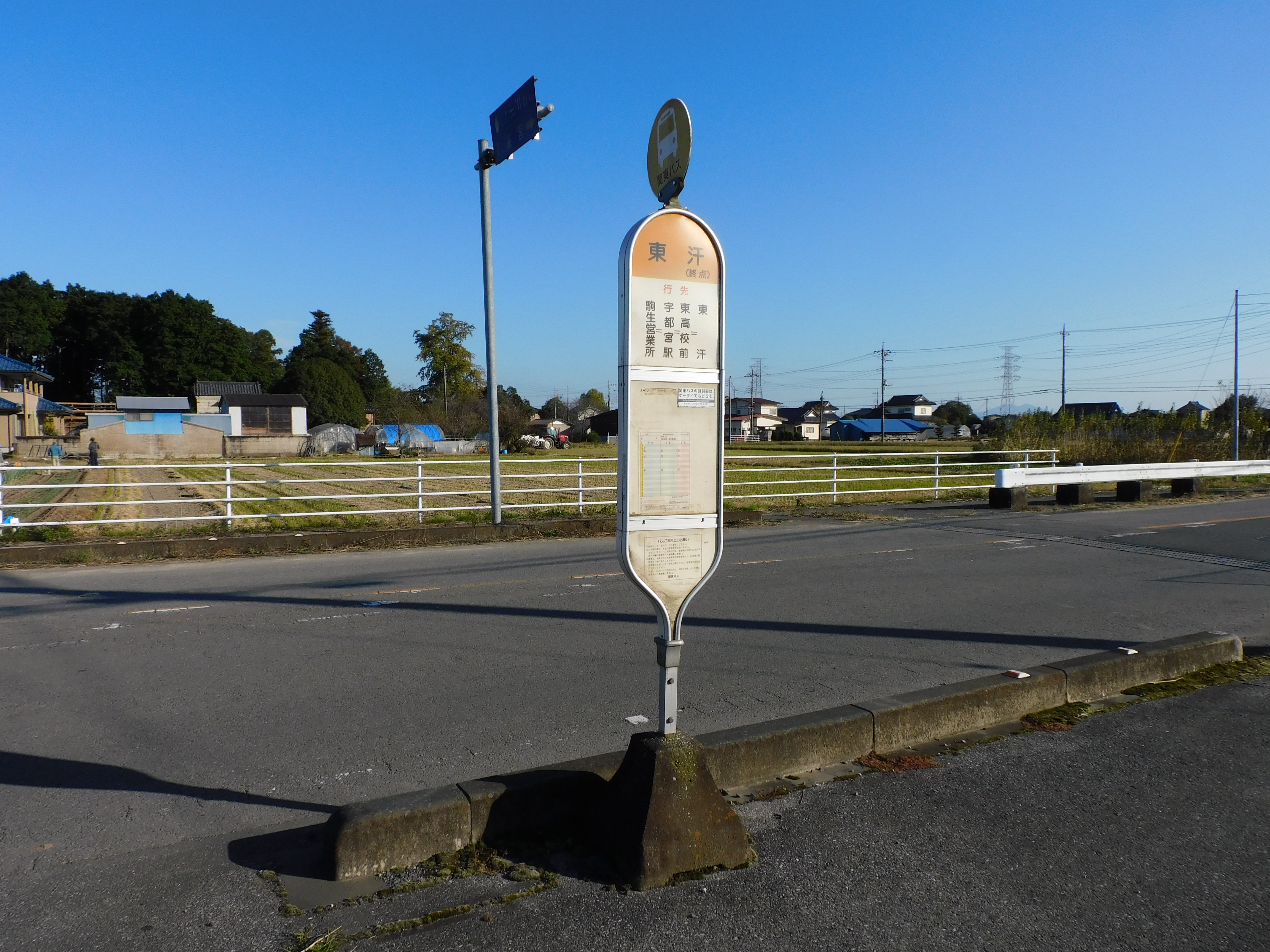
東汗バス停

JR宇都宮駅から自動車で20分ほどの距離にある。

### 鉄道
東汗に鉄道は通っておらず、最寄り駅は、私鉄線の場合、真岡鐵道真岡線真岡駅、JR線の場合、東北本線雀宮駅である。真岡駅から6.1 km、雀宮駅から6.5 kmほどある。

### 路線バス
2021年（令和3年）現在、東汗には関東自動車（関東バス）の駒生〜平松〜東汗線が乗り入れており、東汗バス停がある。東汗はバス路線の終点であり、宇都宮市に来た人が行き先表示でこの地名を目撃し、読み方に驚くことがある。
■関東自動車駒生〜平松〜東汗線（駒生営業所管内）
駒生〜平松〜東汗線の1日あたりの運行本数は、平日4便・休日3便で、年間輸送人員は7万人台である。東汗から宇都宮駅西口まで直通する一方、同じ町内の西汗や上三川町役場へバスで行くには乗り換えが必要である。
- 10番 駒生営業所
- 81番 東汗（終点）

なお平成初期までは、この後栃木県道158号を南下し、「荒田」で同社バス「屋板経由上三川」（現：上三川）線に合流し、「上三川車庫」まで伸びていた「蓼沼経由上三川」線が存在していた。

### 道路

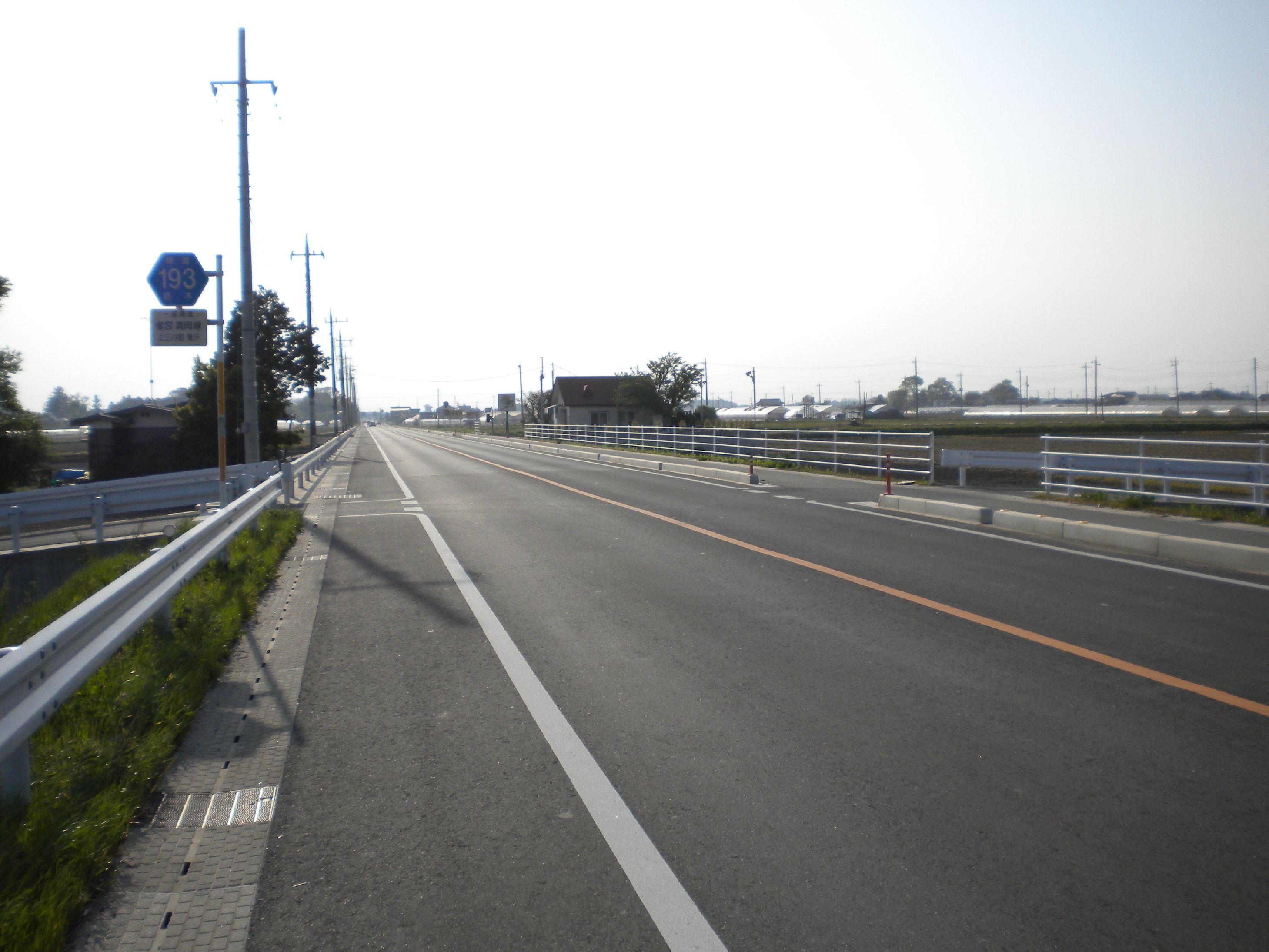
雀宮真岡線

- E50 北関東自動車道 - 西部を通る[16]。
- 栃木県道158号下岡本上三川線 - 東汗を南北に貫く[14]。かつては一直線に通っていた[注 5]が、2021年現在は、宮岡橋西交差点から北関東自動車道との立体交差部付近までの区間が雀宮真岡線と重複する[16]。
- 栃木県道193号雀宮真岡線 - 東汗を東西に貫き[14]、宇都宮市雀宮地区と真岡市を結ぶ幹線道路である[54]。東端に2010年（平成22年）2月に供用開始した宮岡橋（橋長：556.5 m）が架かる[54]。旧橋は、自転車・歩行者専用の橋として残された[54]。
- 栃木県道289号二宮宇都宮自転車道線 - 通称は「鬼怒川自転車道」[55]または「鬼怒川サイクリングロード」[56]。真岡市から宇都宮市まで、全長約25 kmの自転車道で[55]、東汗の東部を通る[16]。上三川町から宇都宮市までの区間は、鬼怒川の堤防の上を通る[56]。

## 施設
- 上三川町立本郷中学校[24]
- セブン-イレブン上三川宮岡橋西店[57]
- ファミリーマート上三川東汗店[58]
- うどん花むすび[59]
- 上三川ホースパーク[25]
  - アンフィ乗馬クラブ[60]
  - なみあし学園[26]

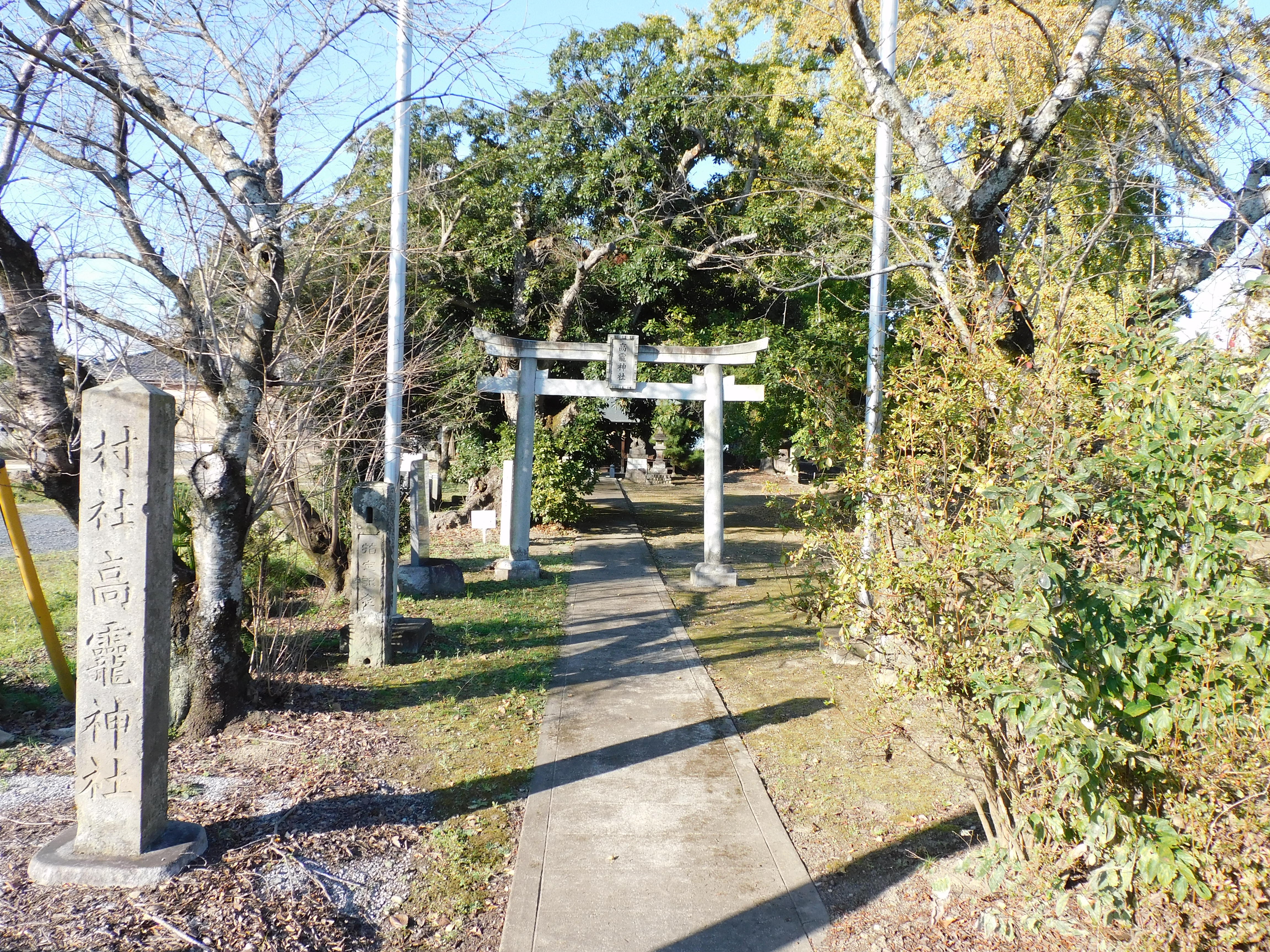
高龗神社

- 高龗神社（たかおじんじゃ） - 東汗の鎮守[15]。創建年代は不詳[12]。上三川町指定天然記念物の高龗神社のアカガシを所有する[61]。

### 満願寺
神護景雲元年（767年）または神護景雲2年（768年）に、勝道上人の開基により建立されたと伝承される、真言宗智山派の仏教寺院。山号は仁王山。東蓼沼の満福寺の末寺である。建物は、明治初期に小学校の校舎として利用された。
本尊は不動明王で、空海（弘法大師）の作と伝わる。栃木県指定有形文化財の木造阿弥陀如来坐像をはじめ、上三川町指定文化財の満願寺のカヤ（天然記念物）、楼門、薬師堂、薬師三尊像、絵馬、不動明王立像・天部立像（以上、有形文化財）を所有する。県文化財の木造阿弥陀如来坐像は、源信（恵心僧都）の作とされる。
満願寺を別当とする薬師堂（上三川町有形文化財）は、正式には仁王山薬師院と号し、勝道作と伝わる薬師如来坐像を本尊とする。この像を熱心に拝むと、像が汗をかくとされ、これが汗（ふざかし）という地名の由来になったとする説がある。鎌倉時代造立の日光菩薩・月光菩薩と合わせて1体と見なされ、薬師三尊像として上三川町有形文化財に指定されている。秘仏であるため、通常、像を見ることはできない。

## 出身者
- 野澤一郎 - 発明家・実業家、巴コーポレーション創業者[62][63]。東汗にある本郷中学校の校歌を作詞し、初代の体育館[注 7]を寄贈した[24]。